# Bras-sur-Meuse
Bras-sur-Meuse – miejscowość i gmina we Francji, w regionie Grand Est, w departamencie Moza.
Według danych na rok 1990 gminę zamieszkiwało 486 osób, a gęstość zaludnienia wynosiła 36 osób/km² (wśród 2335 gmin Lotaryngii Bras-sur-Meuse plasuje się na 599. miejscu pod względem liczby ludności, natomiast pod względem powierzchni na miejscu 401.).